# ۱۷۸۷ (میلادی)
۱۷۸۷ (میلادی) هزار و هفتصد و هشتاد و هفتمین سال تقویم میلادی است.

## رویدادها
انتخاب جرج واشنگتن به عنوان اولین رئیس جمهور آمریکا
مصادف با پادشاهی خوارزمشاهیان در ایران و پادشاهی تاج‌الدین ایل‌ارسلان ملقب به ابوالفتح می باشد.

## زادگان
۱۸ نوامبر؛ لوئی داگر مخترع فرانسوی.
- ۱۷ مارس – ادموند کین، بازیگر بریتانیایی (د. ۱۸۳۳)
- ۲۶ آوریل – لودویگ اولاند، زبان‌شناس، نویسنده، شاعر، و سیاست‌مدار آلمانی (د. ۱۸۶۲)

## درگذشتگان
- ۲۸ مه – لئوپلد موتزارت، آهنگساز آلمانی (ز. ۱۷۱۹)
- ۲۰ ژوئن – کارل فریدریش آبل، آهنگساز آلمانی (ز. ۱۷۲۳)
- ۱۵ نوامبر – کریستف ویلیبالد گلوک، آهنگساز آلمانی (ز. ۱۷۱۴)